# Melanochyla
Melanochyla is een geslacht uit de pruikenboomfamilie (Anacardiaceae). De soorten uit het geslacht komen voor van in Thailand tot in West-Maleisië.

## Soorten
- Melanochyla angustifolia Hook.f.
- Melanochyla auriculata Hook.f.
- Melanochyla axillaris Ridl.
- Melanochyla beccariana Oliv.
- Melanochyla borneensis (Ridl.) Ding Hou
- Melanochyla bracteata King
- Melanochyla bullata Ding Hou
- Melanochyla caesia (Blume) Ding Hou
- Melanochyla castaneifolia Ding Hou
- Melanochyla condensata Kochummen
- Melanochyla densiflora King
- Melanochyla elmeri Merr.
- Melanochyla fasciculiflora Kochummen
- Melanochyla fulvinervis (Blume) Ding Hou
- Melanochyla kunstleri King
- Melanochyla longipetiolata Kochummen
- Melanochyla minutiflora Ding Hou
- Melanochyla montana Kochummen
- Melanochyla nitida King
- Melanochyla scalarinervis Kochummen
- Melanochyla semecarpoides Ding Hou
- Melanochyla tomentosa Hook.f.
- Melanochyla woodiana Kochummen

... · 
Anacardium · 
Bouea · 
Buchanania · 
Cotinus · 
Mangifera · 
Pistacia (Pistache) · 
Protorhus · 
Rhus · 
Schinus · 
Sclerocarya · 
Sorindeia · 
Spondias · 
Toxicodendron · 
...